# Yuri Rozhdestvensky
Yuri Vladímirovich Rozhdéstvenski (en ruso, Ю́рий Влади́мирович Рожде́ственский; 21 de diciembre de 1926-24 de octubre de 1999) fue un retórico, educador, lingüista y filósofo ruso. Rozhdéstvenski comenzó su carrera académica escribiendo sobre gramática china; su segundo doctorado involucró el estudio y la comparación de 2.000 gramáticas y estableció varios idiomas universales; luego pasó al estudio comparativo de las tradiciones retóricas chinas, indias, árabes y europeas, y después al estudio de las leyes generales de la cultura. La influencia de Rozhdéstvenski sigue siendo poderosa. En su vida, dirigió 112 tesis doctorales. Sus alumnos ahora imparten cursos de cultura, ecología de los medios, lingüística y teoría de la comunicación en las principales universidades de Rusia. 

## Enfoque acumulativo de los medios
De modo similar al campo de la ecología de los medios que se desarrolló en Occidente, Rozhdéstvenski estudió el papel de los medios de comunicación en la sociedad. Rozhdéstvenski desarrolló la teoría del lenguaje en la era de la información. En ella dice que el lenguaje en la sociedad pasa por las siguientes etapas: 
1. Evolución del lenguaje, etapa del folklore y actuación sincrética. El Cratilo de Platón aborda la filosofía del lenguaje en ese período;
2. Formación de textos canónicos, cuando el lenguaje del canon religioso se estudia en las escuelas y a menudo crea diglosia. Es la etapa del lenguaje escrito, y su filosofía está contenida en las teorías del origen divino del lenguaje;
3. Idiomas nacionales, que surgen después de la imprenta. En esa etapa, los países reciben documentos y textos clásicos en lengua vernácula en el idioma nacional. La filosofía del lenguaje de esa etapa está contenida en la teoría del contrato social;
4. La era de la información, la etapa en que los idiomas se extienden más allá de las fronteras nacionales y emplean medios electrónicos para registrar mensajes.

La siguiente clasificación de textos refleja las etapas del desarrollo del lenguaje, mostrando la acumulación de géneros con la introducción de cada nuevo medio.
- Géneros orales: Pre-literario (diálogo diario, rumor, folklore) y literario (oratorio (forense, consultivo, ceremonial), homilía (sermón, conferencia, propaganda), teatro).
- Géneros escritos: sigilografía, numismática, epigrafía, paleografía (cartas personales, documentos, literatura).
- Géneros impresos: ficción, literatura científica, periodismo.
- Comunicación de masas: información de masas (radio, televisión, periódicos), publicidad, lenguajes informáticos.

Esta clasificación es abierta y está destinada a ser una herramienta viva: los nuevos géneros que aparecen con la invención de un nuevo medio como Internet se incluirán cómodamente en la lista como su siguiente nivel. Uno de los aspectos clave de la teoría del lenguaje en la era de la información es que los viejos géneros no desaparecen ni pierden importancia. Por el contrario, se fortalecen y crecen con la ayuda de las nuevas tecnologías.
Toda sociedad tiene los tres géneros preliterarios: diálogo oral, folklore y noticias. Durante miles de años, las sociedades humanas vivieron cómodamente con esos géneros, los perfeccionaron y cristalizaron las reglas de su uso.
En el folklore encontramos todo lo necesario para manejar la comunicación humana: reglas que prescriben escuchar antes de hablar (¡Dios te dio una boca y dos oídos!); reglas que prohíben el daño físico y emocional directo al oyente (no hablar de la cuerda en la casa del ahorcado) y reglas que prescriben pensar antes de actuar (pensar antes de saltar). El folklore se convierte en el depósito de la cultura porque es una forma de discurso al que cada miembro de una sociedad debe aceptar y prestar atención tantas veces como el texto del folklore se dirige al oyente. La regla principal de comunicación registrada en el folklore, no dañar al oyente, pone controles importantes y diferentes sobre el contenido de cada uno de los géneros anteriores.
El folklore nunca contiene una denigración directa de los miembros de la sociedad, y si se emiten críticas, las figuras del folklore son metafóricas: los animales aparecen en lugar de las personas. Las noticias pueden no incluir difamación: si lo hacen, se convierten en un rumor, una forma despreciada de susurro. El diálogo oral no puede contener mensajes perjudiciales para los participantes inmediatos de la conversación, pero puede tener contenido que denigra a un tercero, siempre que el contenido de la conversación permanezca confidencial. 
Solo de manera lenta y relativamente reciente la escritura se filtra en la tabla de comunicación, primero como sellos e inscripciones sobre cosas (esfragística y epigrafía), luego como géneros escritos, siendo la literatura uno de ellos, uno bastante tardío, que viene después de los documentos y las cartas.
Con la aparición de la escritura, los géneros antiguos reciben una aportación de nueva energía: el folklore se puede grabar y almacenar, el diálogo oral puede implicar el intercambio de notas, las noticias se pueden grabar y difundir de forma confidencial. Los discursos públicos ahora pueden escribirse antes de pronunciarse, y se espera una mayor uniformidad en la gramática incluso en los géneros orales tradicionales. 
Con la invención de la imprenta, crece el número de géneros. Una vez más, los viejos géneros no desaparecen, sino que se fortalecen con la nueva tecnología: ahora se puede publicar más de todo. Por ejemplo, la comunidad científica puede comenzar un intercambio de ideas más riguroso. Por otro lado, escribir y publicar literatura de ficción se convierte en una industria importante. 
La tecnología electrónica trae consigo la comunicación masiva. El uso del ordenador influyó en casi todos los géneros de la lista (por ejemplo, documentos y diálogo oral, modificado y mejorado por el correo electrónico) y agregó otros nuevos, como los blogs y los sitios web, que no estaban en el cuadro de Rozhdéstvenski, pero encajan cómodamente, como nuevos elementos en la lista de Mendeleev. 
En la era de la información, es importante estudiar los nuevos géneros y la influencia de los nuevos medios en los viejos géneros. También es importante entender que la explosión de nuevas tecnologías ya ha sucedido antes: así fue con la invención de la escritura, con la imprenta, el telégrafo y la radio. La humanidad se ha enfrentado con éxito a las anteriores explosiones tecnológicas y expansiones de géneros, y ahora se está enfrentando a otro paso en el mismo camino. En la tradición occidental, Marshall McLuhan y Neil Postman han expresado ideas similares. 

## El estudio de la cultura[3]
Rozhdéstvenski fundó una vibrante escuela de estudios culturales en la Universidad Estatal Lomonósov de Moscú, influyendo profundamente en los intelectuales rusos a través de sus escritos y enseñanza. Para hacer que la cultura sea susceptible al estudio organizado, Rozhdéstvenski identifica, clasifica y describe los dominios de la cultura comunes a todas las sociedades humanas. Construye su plan sobre las tres partes del conocimiento enunciadas por John Locke (1690), descritas en su Ensayo sobre el entendimiento humano. Para Locke, "todo lo que puede caer dentro del alcance de la comprensión humana" es de tres tipos: físico (filosofía natural), práctico ("la habilidad de aplicar correctamente nuestros propios poderes y acciones, para el logro de cosas buenas y útiles") y semiótico ("la naturaleza de los signos que utiliza la mente para comprender las cosas o transmitir su conocimiento a los demás"). Rozhdéstvenski (1996) explica cómo los tres dominios de cultura comúnmente indicados: físico, material y espiritual, pueden interpretarse como relaciones entre los vectores de los tres dominios de conocimiento de Locke (físico, práctico y semiótico). 
Para hacer que el campo sea susceptible de estudio en su totalidad, Rozhdéstvenski también introduce su división de la cultura e la de una persona, de una organización y de una sociedad entera. La cultura de una persona existe dentro de esa persona y está disponible para otras personas que están en contacto con él / ella. Son las habilidades y el conocimiento de la persona. La cultura de toda una sociedad es impersonal, se conserva en archivos, museos, bibliotecas y es (o al menos debería ser) accesible para todos los miembros de la sociedad. La relación de los dos ámbitos forma una matriz: 
|            | Persona | Organización | Sociedad |
| ---------- | ------- | ------------ | -------- |
| Físico     | +       | +            | -        |
| Espiritual | +       | -            | +        |
| Material   | -       | +            | +        |

### Componentes de la cultura
Según Rozhdéstvenski, la cultura física contiene los siguientes aspectos vitales: higiene, parto y control de la natalidad, juegos, ritos, dieta, seguridad, etc. La cultura material contiene las razas de animales, plantas, suelos cultivados, edificios, herramientas, caminos y transporte, tecnología de comunicación. La cultura espiritual contiene la moralidad (tribales, religiosas, profesionales, niveles nacionales y globales), la belleza (arte aplicado y no aplicado) y el conocimiento (información, sabiduría, incluyendo religiones, ciencia).
Las categorías de cultura espiritual están correlacionadas con las categorías de filosofía: 
|              | Verdad | Belleza | Justicia |
| ------------ | ------ | ------- | -------- |
| Moralidad    | -      | -       | +        |
| Belleza      | -      | +       | -        |
| Conocimiento | +      | -       | -        |

Formado como lingüista, Rozhdéstvenski desarrolló un enfoque semiótico para el estudio de la cultura. En la Introducción al estudio de la cultura, argumenta (cap. 2) que los signos son los portadores de la cultura. Por ejemplo, la naturaleza se convierte en parte de la cultura cuando es estudiada por los humanos, lo que puede hacerse mediante una descripción verbal, o codificando suelos o razas de animales domésticos, etc. A veces el proceso no es formal, por ejemplo, la cultura física personal de un individuo se describe o registra formalmente solo en casos excepcionales. Rozhdéstvenski demuestra que no es posible registrar la cultura fuera de la semiótica.
Rozhdéstvenski argumenta, basándose en datos arqueológicos, folclóricos y etnográficos, que todas las sociedades humanas poseen dieciséis sistemas semióticos. De estos sistemas, cuatro (lenguaje, ritos, juegos y conteo) son de aplicación unificadora para toda la sociedad, y el resto son sistemas especializados en los que pueden participar no expertos, pero solo individuos seleccionados logran la habilidad de nivel maestro. Son los sistemas de pronóstico (signos, presagios, adivinación), arte no aplicado (danza, música, imágenes), arte aplicado (manualidades, arquitectura, vestuario), y gestión (comandos, medidas, puntos de referencia).
A medida que las sociedades se vuelven más complejas y la tecnología se desarrolla más, no se agregan nuevos sistemas semióticos, pero los existentes crecen. Por ejemplo, los pronosticadores del tiempo y los ingenieros financieros utilizan ordenadores avanzados y modelos matemáticos para predecir el comportamiento de los frentes meteorológicos o los mercados de valores, ampliando la semiótica del pronóstico. 
El valor único del enfoque de Rozhdéstvenski es que sistematiza el estudio de la cultura para que las sociedades puedan aplicarlo para promover su bienestar espiritual y económico. Argumenta que el dominio de la cultura es la condición de la aplicación adecuada del capital al territorio, demuestra cómo la riqueza económica interactúa con otros ideales de la humanidad como la verdad, el honor, la honestidad, la belleza, la creatividad, el ocio y la salud humana básica, y explora el "arte de la comunidad mundial". Por lo tanto, la translación propuesta será de utilidad no solo para los especialistas en humanidades y para el público en general, sino también para los responsables de la formulación de políticas, ya que puede informar sus decisiones económicas y sociales con la comprensión de los procesos culturales. 
Como un ejemplo de la aplicación de la teoría de Rozhdéstvenski a los dilemas prácticos del mundo contemporáneo, se puede considerar su estudio de los niveles de moralidad. Estos niveles pueden ser tribales (los que justifican el asesinato en aras de la protección de los parientes o el territorio tribal), religiosos (donde el asesinato de un no familiar es tan condenado como el asesinato de un pariente), profesionales (a menudo con excepciones a la moral religiosa, por ejemplo artistas que deben preferir la belleza sobre la verdad) y ecológicos (el nivel que presume superar las lealtades tribales, religiosas o profesionales en aras del bienestar global). Rozhdéstvenski demuestra cómo todos estos niveles coexisten y se complementan entre sí en individuos en el mundo "luchando con las fuerzas globalistas por un lado y los instintos localistas por el otro" (Leach, Bridging Cultures, 2009). 

### La ley de no destrucción y acumulación de la cultura
En su Introducción al estudio de la cultura, Rozhdéstvenski define la cultura como los eventos, hechos y objetos que son relevantes para las generaciones futuras porque proporcionan reglas, precedentes y mejores prácticas. En ese sentido, la cultura incluye patrones de actividad diaria que constituyen reglas y ejemplos de logros humanos que constituyen precedentes y mejores prácticas. Aparecen nuevos artefactos o eventos; son aceptados o ignorados por los usuarios, y criticados y evaluados por expertos; luego pueden entrar en los museos u otras colecciones apropiadas; se sistematizan y codifican. Después se convierten en parte de la cultura.
El proceso de selección, descripción, codificación es el proceso de formación de la cultura. En ese sentido, no existe una cultura interna "alta" o "baja": si algo es de baja calidad, los usuarios y expertos no lo seleccionan y no se convierte en cultura. Permanece en el nivel de los acontecimientos diarios, la vanidad y los golpes de viento, y finalmente se hunde en el olvido. Una vez que un evento u obra de arte se ha convertido en parte de la cultura, se queda para siempre. Esta es la ley de acumulación y no destrucción de la cultura. 
De acuerdo con esta ley, los nuevos hechos y objetos no cancelan otros hechos que ya están incluidos en la cultura; hechos y objetos pertenecientes a un período de tiempo forman un estrato y los nuevos estratos mejoran y vigorizan los antiguos. Por ejemplo, las sociedades preliterarias usan a los animales como fuente de poder (caballos, bueyes, burros, mulas, etc.). Las civilizaciones antiguas agregan mecanismos (molinos de viento, molinos de agua). Mantienen y mejoran, a través de la selección y la cría, las razas de animales utilizados como fuente de energía.
La civilización moderna agrega la electricidad y la energía nuclear y mantiene a los animales como una fuente de energía, mejorando ese viejo estrato mediante la atribución de valor de entretenimiento (por ejemplo, paseos a caballo en una granja histórica).
En otro ejemplo, toda sociedad preliteraria tiene discurso oral, noticias y folklore. Cuando se inventa la escritura, los viejos géneros se fortalecen y crecen con la ayuda de la nueva tecnología: el folklore se puede grabar y almacenar, el diálogo oral puede implicar el intercambio de notas, las noticias se pueden grabar y difundir de manera confidencial, los discursos públicos ahora se pueden escribir antes son pronunciados y se espera una mayor uniformidad en la gramática incluso en los géneros orales tradicionales. Con la invención de la imprenta, los manuscritos reciben ortografía estándar, notas al pie, tablas de contenido, es decir, la impresión se suma a los logros de la etapa escrita; y, ciertamente, con la introducción de medios electrónicos, los géneros orales no se cancelan sino que se mejoran (ahora podemos hablar por teléfono o incluso por un videoteléfono), los géneros escritos se mejoran (los documentos, las cartas y las notas reciben un formato adicional y se pueden intercambiar más rápido) y los géneros impresos se mejoran (por ejemplo, se puede acceder más fácilmente a muchos textos, buscar expresiones específicas y comentar abundantemente). 
Una tarea importante de la sociedad es aculturar a los jóvenes. El grado de conocimiento cultural diferencia a las generaciones. En los ritos de iniciación se confirma que los jóvenes se integran en la cultura. Todos los pueblos tienen ritos de iniciación para marcar el paso de una persona a la categoría de adultos. Todos esos ritos incluyen un curso de estudio y algunas pruebas que deben completarse antes de administrar los ritos. La nueva generación necesita ser "asimilada" a la cultura de sus padres para poder funcionar. Claramente, cada generación tiene un comportamiento característico; cada generación revalúa la cultura "antigua". 
Las nuevas generaciones casi nunca critican o rechazan la cultura física de su sociedad: aceptan sin crítica lo que los entrenadores y maestros les presentan. Las innovaciones en la cultura física provienen de la vieja generación: de los maestros y entrenadores. 
La cultura material no es tan respetada: las nuevas generaciones volverán a evaluar las prácticas agrícolas, las tecnologías, los edificios, los materiales, etc. existentes y tratarán de abordarlas de manera diferente o introducirán nuevas incorporaciones. Sin embargo, los jóvenes suelen ser respetuosos de entrada respecto a la cultura material de la vieja generación porque necesitan usarla hasta que puedan inventar algo mejor. 
La peor parte recae en la cultura espiritual: aprenderla es un proceso largo y aburrido, por lo que es más fácil comenzar a crear una propia, nueva, rechazando la "obsoleta". Cada nueva generación pasa por este ciclo: crean sus propias obras de arte y precedentes de comportamiento. Por ejemplo, el modernismo negó la cultura precedente y afirmó comenzar una "nueva era". Crearon un nuevo estilo. En este sentido, cada nuevo estilo es, hasta cierto punto, una demostración de ignorancia. A menudo, los nuevos estilos se basan en invenciones de una nueva tecnología o en una innovación en la división del trabajo. 
Existe una relación dialógica entre la "cultura", cosas que ya han sido seleccionadas como reglas y precedentes, y los acontecimientos actuales del trabajo creativo. Se alimentan mutuamente: los nuevos artículos nacen en la imaginación y la intuición de un artista; esos nuevos elementos tienen éxito si encuentran su lugar en relación con la tradición y entonces la tradición se enriquece con nuevos artículos.
Los usuarios y los expertos determinan qué productos de la nueva estética se vuelven parte de la tradición, es decir, de la cultura humana en general (para que las generaciones futuras intenten derrocarlos). Es función de los educadores incluir esos elementos en el plan de estudios y ajustar el plan de estudios en consecuencia. Ciertamente, el papel de los educadores es preservar en el plan de estudios todo lo importante que ha sido parte de la cultura.

### Destrucción de la cultura. Vandalismos educativo, relacionado con el uso y físico
La destrucción de la cultura se llama vandalismo. El vandalismo puede ser físico, cuando los hechos de la cultura se pierden físicamente. Más interesantes son otras dos formas. El vandalismo relacionado con el uso significa que el acceso a los hechos culturales se ve limitado o obstaculizado. El vandalismo educativo significa que el conocimiento no se transmite, o la educación pierde prestigio, o las escuelas se estancan en sus planes de estudio y métodos. Las tres formas de vandalismo arruinan la cultura de un país. El vandalismo educativo puede evitarse si el plan de estudios incluye los antiguos logros, si oportunamente incluye nuevos logros y enseña viejas materias a través del prisma de nuevos intereses estilísticos. 

### Influencia de los medios de comunicación en la cultura y el estilo.
En el capítulo 4 de Filosofía del lenguaje. Estudio de la cultura y la didáctica, Rozhdéstvenski describe los procesos culturales y estilísticos causados por los medios de comunicación. En el siglo XX, la cultura de masas está inexorablemente vinculada a la información de masas (que depende de la televisión, los periódicos, la radio) que, por definición, no tienen un contenido cultural sino transitorio. Esto hace que la cultura de masas también sea un fenómeno transitorio orientado al estilo de una generación en particular (aunque no excluye la posibilidad de que se cree una pieza atemporal en ese campo). 
Obviamente, la publicidad masiva también depende de la información masiva y está influenciada por su estructura figurativa. Su objetivo es provocar un deseo en los destinatarios. Para provocar un deseo es necesario utilizar signos semióticos para atraer lo racional, lo emocional y el subconsciente. Es por eso que la publicidad masiva se basa en investigaciones en psicología animal. Aborda todos los niveles de comportamiento zoológico en humanos: tropismo y taxis, que son patrones de comportamiento comunes a todas las formas de vida, por ejemplo, virus y bacterias que se mueven a partes de la placa de Petri que contienen más alimento; reflejos instintivos, que es un comportamiento presente en todos los animales con sistema nervioso; instintos, es decir, programas innatos de comportamiento complejo, como los que determinan el comportamiento reproductivo o social de los insectos; reflejos condicionales, como la salivación de los perros de Pavlov; comportamiento racional demostrado en el aprendizaje de un individuo, por ejemplo, un ratón memorizando mediante prueba y error el camino más corto a la comida en un laberinto; y finalmente un comportamiento consciente, es decir, resolver nuevos problemas en situaciones nuevas, por ejemplo, un gato haciendo rodar su juguete bajo una puerta cerrada y entrando por una segunda puerta para alcanzar el juguete.
Común a todos los anuncios es atraer la atención a través de imágenes paradójicas. También común a todas las formas de publicidad es el cambio en la noción de "valor": de una noción filosófica e ideológica se ha convertido en un objeto de deseo. La publicidad crea valores en el sentido de que hace que los destinatarios deseen objetos adicionales. 
Los juegos masivos son las loterías, juegos de adivinanzas de TV, juegos de trivia, concursos de erudición y otros. Mientras que los juegos tienen un origen popular, los juegos masivos dependen de la información masiva. Los juegos incluyen premios, es decir, intereses financieros, sin excluir las competiciones deportivas para niños. Esto crea una atmósfera de juego y azar, donde arriesgarse o someterse a la vergüenza pública de repente puede resultar en una ganancia inesperada. Muchos de estos juegos son bastante vulgares, por ejemplo, concursos de comida o desvestirse y vestirse en público. Todos se basan en el deseo de una recompensa casual. Amplificados por los medios de comunicación, crean una atmósfera de primitividad y de posible suerte. 
Juntos, la cultura de masas, la publicidad de masas y los juegos de masas producen la sensación de liberación y un estado mental en el que el éxito es necesario, se logra a través de una apuesta sin esfuerzo, y se puede lograr a través de una nueva apuesta si esta no funciona.
Esta combinación contrasta con las aterradoras noticias de la información masiva. En el otro lado de la pantalla hay desastres de otras personas como accidentes aéreos, hambrunas, carrera armamentista, etc . Esos eventos sombríos subrayan la alegría del entretenimiento, el juego, la libertad y las buenas conjeturas intuitivas.
La vida, idealmente, se configura como una secuencia de etapas: la infancia sin preocupaciones; estudiar para conseguir futuros ingresos; ganancias; y, gracias a las ganancias, la ociosidad despreocupada después de la jubilación. Las personas inmersas en los medios de comunicación se ven atrapadas por el deseo de adquirir objetos de valor y por el miedo a perder esos objetos de valor tan accidentalmente como fueron adquiridos. 
Más allá de ese estado mental, existe la vida real con la familia, la creatividad, el logro profesional. Esta vida seria requiere trabajo constante y sentimientos reales. Tiene su fundamento en la cultura real, es decir, en reglas y precedentes seleccionados en la historia. La actividad productiva es imposible para las personas limitadas a la cultura de los medios de comunicación, orientada a cambios rápidos de moda y que no están familiarizados con la cultura real.
De todas las nuevas tecnologías, los programas informáticos reflejan una actividad productiva real. Los programas de ordenador pueden participar en casi todos los sistemas semióticos que sirven a la cultura humana, por ejemplo, diseño de ordenadores (artes aplicadas), gráficos y música de ordenador (artes no aplicadas), juegos, simulación informática (pronóstico).
Dos sistemas semióticos no usan programación ordenadores: los ritos y la danza porque su soporte material es el cuerpo humano que hasta ahora no se puede mezclar con el hardware del ordenador. Por lo tanto, existe una oposición entre los productos transitorios y fugaces de los medios de comunicación y la cultura real que constituye la base de la vida real. 
Se puede decir que la estética de la nueva generación y el desarrollo moderno de la cultura han sido influenciados por el estado de ánimo trágico de la información de masas y el estado de ánimo eufórico del entretenimiento de masas. Juntos producen algunos efectos.
Los desarrollos modernos válidos incluyen entre otros un mayor interés en la religión como portadora de valores morales más sólidos (la gente necesita un ancla, después de todo); mayor interés en la salud y la actividad en la edad adulta y vejez; mayor interés en los juegos y ganancias; mayor interés en la cultura mundial, su lógica y tipología (estudios culturales).
Rozhdéstvenski llama a los tres primeros "intereses estilísticos". Esto último aparece porque puede ser útil para predecir futuros cambios de estilo. Rozhdéstvenski ofrece la siguiente cadena de razonamiento: los intereses ecológicos y valeológicos a menudo están en contradicción con los intereses del juego; la contradicción puede resolverse mediante el estudio del estilo; incluso los modelos matemáticos más sofisticados no pueden predecir futuros cambios de estilo; sin embargo, la sistematización de la cultura, su estudio tipológico y comparativo puede brindarnos herramientas para ver las leyes del cambio de estilo.

### Escuelas de pensamiento relacionadas
El enfoque de Rozhdéstvenski para el estudio de la cultura es la culturología (  ). En la tradición de Europa del Este es un campo de estudio ampliamente desarrollado. En la tradición occidental, Leslie White propuso un enfoque similar, aunque White lo desarrolló en una dirección diferente y no propuso una estructura integral de la cultura humana que abarcara lo físico, lo material y lo espiritual como componentes iguales. Los estudios culturales, el enfoque basado en el trabajo de Stuart Hall, Michel Foucault, Raymond Williams y otros, exigen sensibilidad a los puntos de vista y a la marginación del "otro", especialmente teniendo en cuenta que los educadores en gran medida son capaces de controlar las perspectivas de los alumnos. Este enfoque es muy diferente del enfoque sistemático de los patrones culturales subyacentes propugnados y desarrollados por Rozhdéstvenski.